# Janaína Dutra
Janaína Dutra o Jaime César Dutra Sampaio (Canindé, Ceará, 1961 - Fortaleza, Ceará, 8 de febrero de 2004) fue una activista social y reconocida líder travesti del Movimiento Homosexual Brasileño.
Formada en derecho en el estado del Ceará, Janaína Dutra fue la primera profesional transgénero de la Orden de Abogados del Brasil (OAB), donde aparecía caracterizada como mujer, a pesar de que su nombre de nacimiento fuera Jaime César Dutra Sampaio.
Janaína Dutra ejerció una labor pionera en el Ministerio de la Salud en la elaboración de la primera campaña de prevención del sida destinada específicamente a las travestís. También ocupó cargos de liderazgo como miembro de la presidencia de la Associação das Travestis do Ceará (Atrac) y de la Articulação Nacional das Travestis (Antra). Además de eso fue cofundadora (1989), asesora jurídica, y vicepresidente (en los mandatos 1995, 1997, 1999 y 2001) del Grupo de Apoio Asa Branca (GRAB).
La película Janaína Dutra - uma Dama de Ferro («Janaína Dutra - una Dama de Hierro»; 2010) del productor y guionista Wagner de Almeida celebra la vida de la activista.
Como abogada, Janaína frecuentemente demostraba ser consciente de que ser transexual, lesbiana, gay o bisexual no es ilegal en Brasil desde 1830, a pesar de la homofobia extendida por todo el país.
Janaína Dutra pereció víctima de cáncer pulmonar a los 43 años de edad.